# 茅坪回族镇
茅坪回族镇，是中华人民共和国陕西省商洛市镇安县下辖的一个乡镇级行政单位。
2011年，关坪河乡被撤销，辖境并入茅坪回族镇及西口回族鎮。

## 行政区划
茅坪回族镇下辖以下地区：
茅坪村、元坪村、红光村、五星村、峰景村、五福村和腰庄河村。